# Brian Tyree Henry
Brian Tyree Henry (Fayetteville, Carolina del Norte, Estados Unidos; 31 de marzo de 1982) es un actor estadounidense, es conocido por sus papeles en televisión que incluyen a Alfred "Paper Boi" Miles en Atlanta y Tavis Brown en Vice Principals. Henry también fue parte del reparto original de The Book of Mormon. En febrero de 2017, Henry apareció como invitado en la serie de NBC This is Us, en el episodio "Memphis" como el primo de William, por lo que fue nominado a un Premio Primetime Emmy.
En 2021, interpretó a Phastos en la película Eternals de Marvel Studios. El personaje tuvo el primer beso homosexual de un superhéroe en el Universo cinematográfico de Marvel, al lado del actor Haaz Sleiman.
Fue nominado al Premio Oscar en la categoría de mejor actor principal del año 2022 por su papel en la película "Causeway", la cual protagoniza junto a Jennifer Lawrence.

## Filmografía

### Cine
| Year | Title                               | Role                        | Notes           |
| ---- | ----------------------------------- | --------------------------- | --------------- |
| 2015 | Puerto Ricans in Paris              | Spencer                     |                 |
| 2017 | Person to Person                    | Mike                        |                 |
| 2017 | Crown Heights                       | Massup                      |                 |
| 2018 | Irreplaceable You                   | Benji                       |                 |
| 2018 | Family                              | Pete                        |                 |
| 2018 | Hotel Artemis                       | Honolulu/Lev                |                 |
| 2018 | White Boy Rick                      | Officer Mel "Roach" Jackson |                 |
| 2018 | Widows                              | Jamal Manning               |                 |
| 2018 | If Beale Street Could Talk          | Daniel Carty                |                 |
| 2018 | Spider-Man: Into the Spider-Verse   | Jefferson Davis (voice)     |                 |
| 2019 | Don't Let Go                        | Garret Radcliff             |                 |
| 2019 | Child's Play                        | Detective Mike Norris       |                 |
| 2019 | Joker                               | Carl                        |                 |
| 2020 | The Outside Story                   | Charles Young               |                 |
| 2020 | Superintelligence                   | Dennis Caruso               |                 |
| 2021 | Godzilla vs. Kong                   | Bernie Hayes                |                 |
| 2021 | La mujer en la ventana              | Detective Little            |                 |
| 2021 | Vivo                                | Dancarino (voice)           |                 |
| 2021 | Eternals                            | Phastos                     |                 |
| 2022 | Bullet Train                        | Lemon                       | Post-production |
| 2022 | Causeway                            | James Aucoin                |                 |
| 2023 | La elefanta del mago                | Leo Matienne (voz)          |                 |
| 2023 | Spider-Man: Across the Spider-Verse | Jefferson Davis             | Voz             |
| 2024 | Godzilla y Kong: El nuevo imperio   | Bernie Hayes                |                 |
| 2024 | Transformers One                    | Megatron (voz)              |                 |

### Televisión
| Año       | Título                      | Papel                    | Notas |
| --------- | --------------------------- | ------------------------ | --- |
| 2009      | Law & Order                 | Ben                      | Episodio: "Dignity"                                                                                          |
| 2010      | The Good Wife               | Randall Simmons          | Episodio: "Double Jeopardy"                                                                                  |
| 2013      | Boardwalk Empire            | Winston "Scrapper"       | 2 episodios                                                                                                  |
| 2014      | The Knick                   | Larkin                   | Episodio: "The Busy Flea"                                                                                    |
| 2016–2022 | Atlanta                     | Alfred "Paper Boi" Miles | Reparto principal Nominado – MTV Movie & TV Award por Mejor dúo en pantalla (compartido con Keith Stanfield) |
| 2016–2017 | Vice Principals             | Dascius Brown            | 3 episodios                                                                                                  |
| 2017      | How to Get Away with Murder | Abogado defensor         | Episodio: "Go Cry Somewhere Else"                                                                            |
| 2017      | This Is Us                  | Ricky                    | Episodio: "Memphis"; Nominado – Primetime Emmy al mejor actor invitado - Serie dramática                     |